# لایوش بیرو
لایوش بیرو (انگلیسی: Lajos Bíró؛ ۲۲ اوت ۱۸۸۰ – ۹ سپتامبر ۱۹۴۸) یک فیلم‌نامه‌نویس، و رمان‌نویس اهل اتریش-مجارستان بود.

## فیلم‌شناسی
- شاهزاده و گدا (۱۹۲۰)
- A Vanished World (۱۹۲۲)
- Tragedy in the House of Habsburg (۱۹۲۴)
- بهشت ممنوعه (۱۹۲۴) (نمایش‌نامه)
- راز ایو (۱۹۲۵)
- The Way of All Flesh (۱۹۲۷)
- آخرین فرمان (۱۹۲۸) (داستان)
- Yellow Lily (۱۹۲۸)
- Night Watch (۱۹۲۸)
- The Haunted House (۱۹۲۸)
- Women Everywhere (۱۹۳۰)
- Michael and Mary (۱۹۳۱)
- Service for Ladies (۱۹۳۲)
- زندگی خصوصی هنری هشتم (۱۹۳۳)
- Catherine the Great (۱۹۳۴) (نمایش‌نامه)
- The Private Life of Don Juan (۱۹۳۴)
- The Scarlet Pimpernel (۱۹۳۴)
- Sanders of the River (۱۹۳۵)
- The Ghost Goes West (۱۹۳۵)
- رامبرانت (۱۹۳۶)
- The Man Who Could Work Miracles (۱۹۳۶)
- Dark Journey (۱۹۳۷)
- Knight Without Armour (۱۹۳۷)
- The Divorce of Lady X (۱۹۳۸)
- طبل (۱۹۳۸)
- چهار پر (۱۹۳۹)
- The Thief of Bagdad (۱۹۴۰)
- پنج گور تا قاهره (۱۹۴۳) (نمایش‌نامه)
- A Royal Scandal (۱۹۴۵) (نمایش‌نامه)
- An Ideal Husband (۱۹۴۷)